# 78 (số)
78 (bảy mươi tám) là một số tự nhiên ngay sau 77 và ngay trước 79.